# Nordvorstadt (Zwickau)

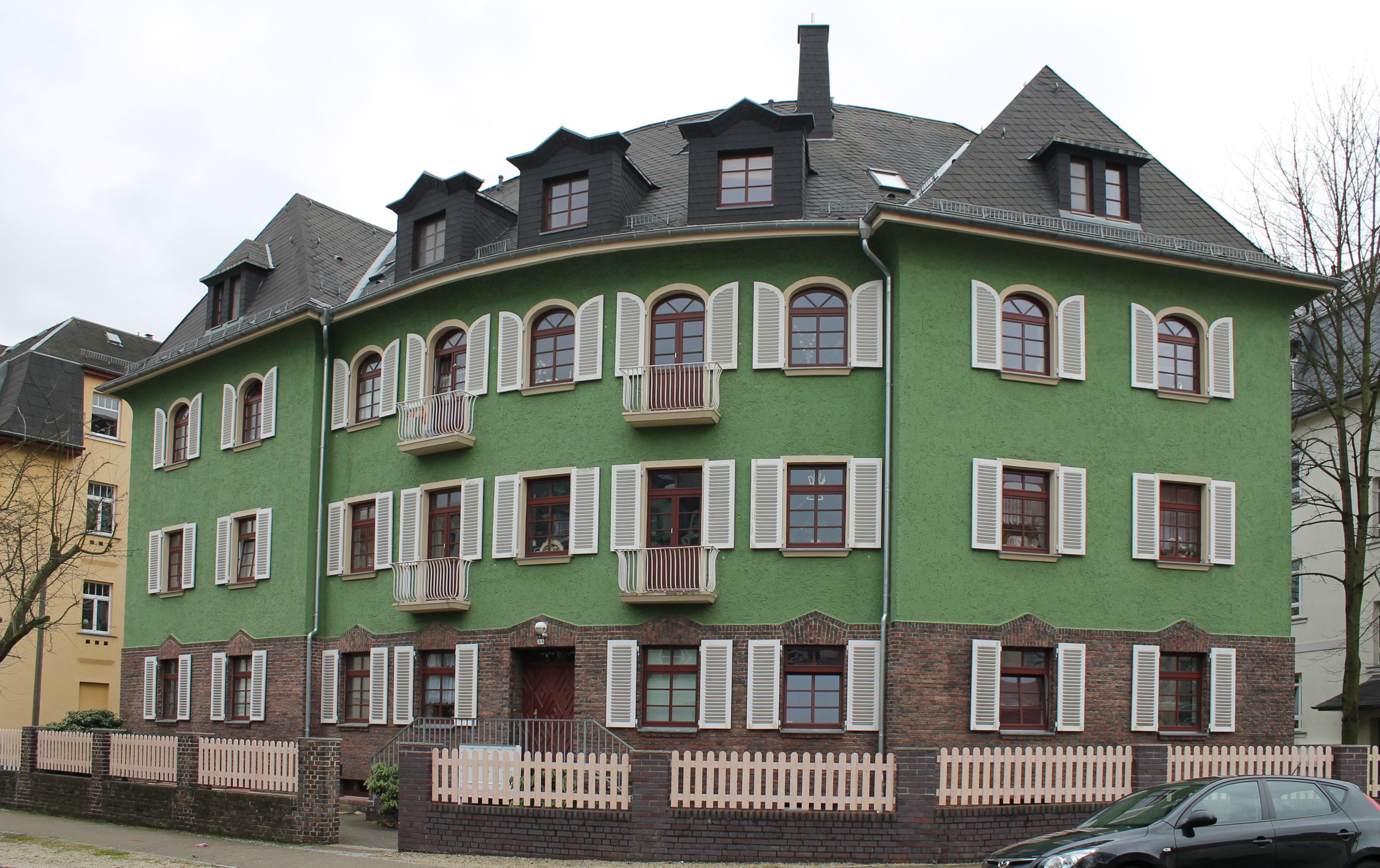
Ein typisches Haus in der Nordvorstadt

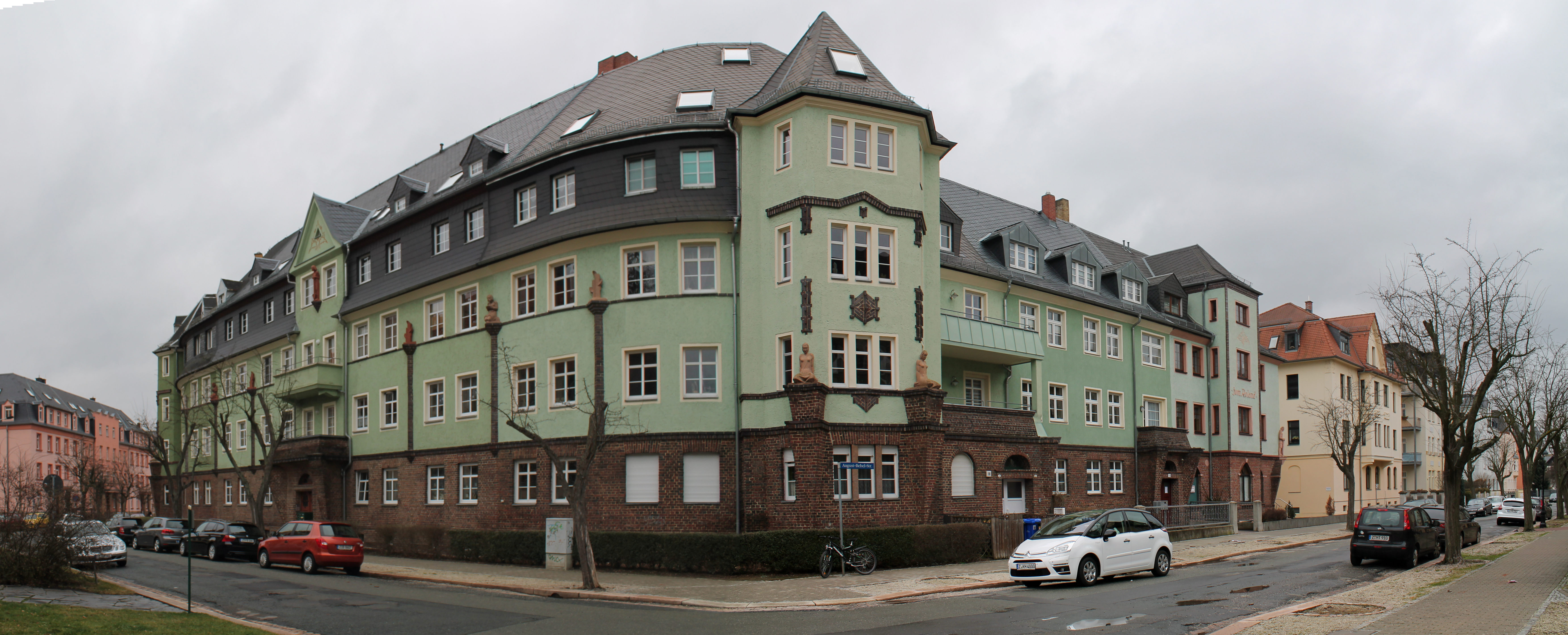
Ein typisches Haus in der Nordvorstadt

Die Nordvorstadt ist ein Stadtteil von Zwickau, seit 2008 Kreisstadt des Landkreises Zwickau im Freistaat Sachsen. Der Stadtteil schließt sich nördlich an das Stadtzentrum an. Die Nordvorstadt liegt im Stadtbezirk Mitte und trägt die amtliche Nummer 15.

## Geographische Lage

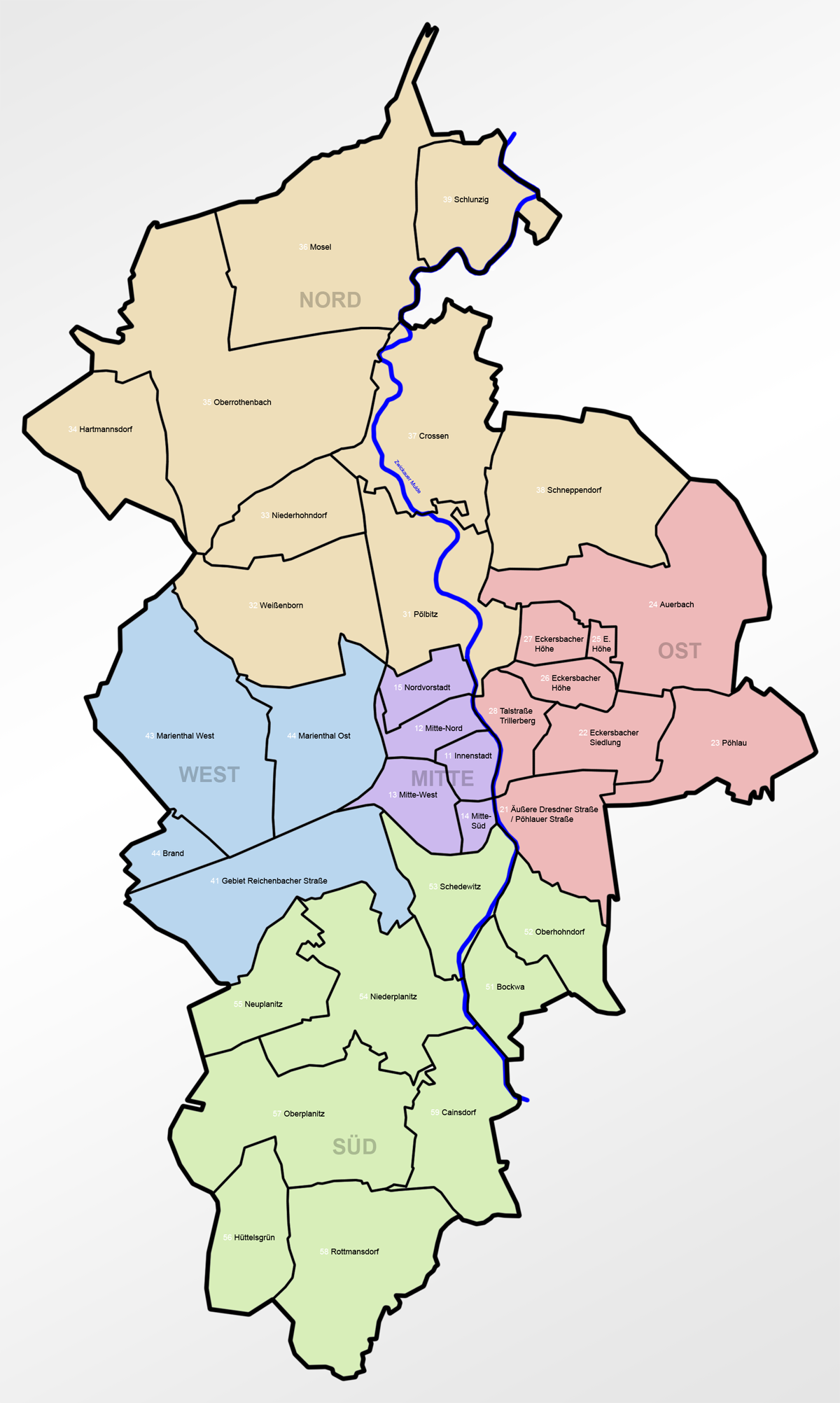
Stadtbezirke und Stadtteile von Zwickau

Im Norden grenzt die Nordvorstadt an den Stadtteil Pölbitz, mit dem sie baulich verbunden ist. Östlich grenzt die Nordvorstadt an die Zwickauer Mulde. Im Süden des Stadtteils südlich der Kolpingstraße (Bundesstraße 175) sind weitere Teile der Gemarkung Zwickau gelegen, darunter die Innenstadt. Im Westen liegt der Stadtteil Marienthal.

## Geschichte
Südlich des Stadtteils im Bereich der Osterweihstraße (Stadtteil Mitte-Nord) liegt das später wüst gefallene Dorf Osterweih, das als Ursprung der Stadt Zwickau gilt.
Bezüglich der Bebauung ist die Nordvorstadt eine Fortführung des Zwickauer Stadtteils Mitte-Nord. Sie besteht aus einer klar gegliederten und überwiegend am Raster ausgerichteten Quartiersbebauung, vorwiegend aus der Gründerzeit.
Die Moritzkirche im Stadtteil wurde erstmals im Jahr 1212 erwähnt. Sie wurde während der Hussitenkriege und während des Dreißigjährigen Kriegs zerstört. Das Gotteshaus wurde im Jahr 1680 wieder geweiht und im Jahr 1871 vollständig renoviert. Zwischen 1880 und 1890 erlebte der Stadtteil und mit ihm auch die Kirchgemeinde im Zuge des Zwickauer Steinkohlebergbaus einen enormen Bevölkerungszuwachs. Die Mitgliederzahl der Moritzkirchgemeinde verdoppelte sich in dieser Zeit fast von 5000 auf 9000 Personen. Daraufhin entstand unweit der alten Kirche ein neues Gotteshaus, das am 3. Dezember 1893 geweiht wurde.

### Bevölkerungsentwicklung
| Jahr | Einwohnerzahl |
| ---- | ------------- |
| 1998 | 4666          |
| 1999 | 5032          |
| 2000 | 5200          |
| 2001 | 5472          |
| 2002 | 5587          |
| 2003 | 5744          |
| 2004 | 5856          |
| 2005 | 5918          |
| 2006 | 5989          |
| 2007 | 6092          |
| 2008 | 6077          |
| 2009 | 6053          |
| 2010 | 6058          |
| 2011 | 6031          |
| 2012 | 6009          |

| Jahr | Einwohnerzahl (Prognose) |
| ---- | ------------------------ |
| 2015 | 6144                     |
| 2020 | 6196                     |
| 2025 | 6016                     |

## Bildung
- Oberschule Pestalozzischule, einzige Schule im Bauhausstil in Sachsen
- Käthe-Kollwitz-Gymnasium

## Verkehr
Hauptverkehrsachse des Stadtteils ist die Leipziger Straße, die im Süden von der Bundesstraße 175 gekreuzt wird. Im Bereich des ÖPNV ist der Stadtteil u. a. durch die Linien 4 und 7 der Straßenbahn Zwickau mit dem Stadtzentrum verbunden, die durch die Städtischen Verkehrsbetriebe Zwickau betrieben wird.